# Кабинет (группа)
«Кабинет» — группа 1980-х из г. Москва.
В конце 1981 года студенты филологического факультета МГУ Игорь «Егор» Никонов (гитара, вокал) и Илья «Папа» (он же «Китуп») Шестаков (вокал и расчёска) создали акустический дуэт, исполнявший песни в стилях ска и рэгги. С приходом басиста Павла «Пани» Арапенкова (весной 1983 года) и барабанщика Александра Маликова (в 1984, оба тоже студенты филфака МГУ) состав стал электрическим. «Кабинет» был первой московской группой, исполнявшей ска в стилистике британского Ска второй волны и рэгги, причём с достаточно жёстким звучанием, а также рок-н-ролл, твист, фанк и панк. Это стилистическое разнообразие сочеталось с «цепляющими» мелодиями и броскими, радикально «идиотскими» для своего времени текстами (эта текстовая традиция со 2-й половины 80-х годов нашла продолжение и развитие в творчестве многих московских групп). В результате группе удалось создать свой оригинальный стиль и добиться определённой популярности. Последний год деятельности группы в оригинальном составе ознаменовался ещё большим ужесточением звучания. «Кабинет» был в первом наборе групп московской Рок-Лаборатории. Записей того времени не сохранилось, за исключением нескольких концертных бутлегов.
С группой сотрудничали известные московские художники Никита Алексеев и Никола Овчинников (в дальнейшем они вместе со Свеном Гундлахом были основателями культовой московской арт-группы «Среднерусская Возвышенность»). Золотой плащ, серебряный хула-хуп, картонная гитара, рубахи-расписухи и пальма на вертушке, известная по фильму «Асса» — всё это аксессуары шоу «Кабинета». Ко времени окончания университета, летом 1986 года, Егор Никонов и Саша Маликов уже играли в «Ва-Банке», а немного позже Павел Арапенков начал играть в группе «Пого». Китуп уехал по распределению в Вильнюс, где вплотную занялся литературой и изобразительным искусством, а затем переехал в Берлин.
Весной 2008 года никогда официально не распускавшийся «Кабинет» собрался снова. Место ударника занял Андрей Белизов («Пого», «Ва-Банкъ»), а за клавиши сел Александр «Лис» Белоносов («ДК», «Телефон», «Альянс», «Зодчие», «Ва-Банкъ» и др.). Группа возобновила концертную деятельность и приступила к записи диска.
Альбом «Все странные вещи» был выпущен в конце 2012 г., процесс записи альбома осложнялся тем, что Илья Китуп большую часть времени проживал в Берлине, а остальные участники группы участвовали в ряде других проектов. Почти все песни, вошедшие в альбом, были написаны и исполнялись еще в середине 80-х, но получили наконец полноценные аранжировки с привлечением духовой секции в составе Ярослава Волковыского (труба) и Алексея Панкратова (тромбон) — участников групп Cabernet Deneuve, Chattanooga Ska Orchestra и группы Гарика Сукачева.
В 2021 году Кабинет закончил работу над вторым альбомом «Никаких проблем», в который вошли как оставшиеся хиты из «золотого» репертуара группы, так и новые песни, демонстрирующие влияние фанк-музыки 70-х и 80-х.